# 福島市道28号太平寺山口線
福島市道28号太平寺山口線（ふくしましどう28ごう たいへいじ やまぐちせん）は、福島県福島市にある市道である。

## 概要
- 起点：福島市太平寺字坿屋敷
- 終点：福島市入江町
- 全長：6.3903㎞
- 路線認定年月日：1983年2月8日[1]

福島市街地南部の太平寺からJR福島駅西口市街地を経由し、市街地北部の信夫山南麓に沿い国道4号、国道115号に至る路線であり、福島市が計画する市街地を環状する都市計画道路のうち、内側に当たる路線である。現在はごく一部の整備のみが行われた状態であり、起点から200mほど進んだ地点から福島駅南側の太田町にかけて、駅北側の三河北町からJR東北本線、奥羽本線を渡った先の曽根田町にかけてが未開通区間となっている。いずれもすでに都市化の進んだ住宅地域であることから事業化の目途は全く立っていない。片側2車線に整備されている区間は福島駅西口を南北に貫く幹線道路、県庁通り（福島市道29号杉妻町御山線）と国道4号を結ぶ幹線道路としての性格に二分されている。これらについては都市計画道路太平寺岡部線として整備が進められ、現在も一部区間が事業中である（後述）。

### 路線状況
- 起点 - 太平寺字坿屋敷：片側1車線
- 太平寺字坿屋敷 - 太田町（旧高湯街道交点）：未整備
- 太田町 - 三河北町（福島県道310号庭坂福島線交点）：片側2車線（上り線の一部は片側3車線）
- 三河北町 - 三河北町（JR奥羽本線三河踏切南側）：片側1車線
- 三河北町 - 曾根田町（福島県道3号福島飯坂線交点）：未整備
- 曾根田町 - 御山町（福島テレビ前）：片側1車線
- 御山町 - 御山町（福島市道29号杉妻町御山町線（県庁通り交点）：一方通行1車線（上り方向）
- 御山町 - 終点：片側2車線

#### 都市計画道路 太平寺岡部線 御山町工区・霞町工区・祓川工区・入江町工区
信夫山の山裾に沿い、国道13号と国道4号を直結する中心市街地環状路線として福島市により整備されている区間である。1991年度より国道4号取付部にあたる入江町工区（全長245m）と福島県文化センターから終点側の祓川工区（全長770m）の計1,055mが事業化され、1999年度に供用が開始された。1996年度には県庁通り交点から県文化センターまでの440mが霞町工区として都市計画道路事業認可を受け2008年度より拡幅工事が行われ、2012年4月27日に供用が開始された。既整備区間は中央分離帯付きの片側2車線で整備されている。北側に沿う一級水系阿武隈川水系松川支流の祓川は市の下水道事業である「祓川水環境創造事業」として暗渠化され、浄化施設にて浄化された流水が歩道上に整備されたせせらぎを流れる親水空間として整備された。現在は国道13号から県庁通りに至る御山町工区（全長450m）が従来の市道路線の福島テレビ社屋を挟み北側（ハローワーク福島南側）にて事業化されており、2024年度の完成を予定している。当区間の整備により、花見でにぎわい、広域避難場所にも指定されている信夫山公園へのアクセス改善や、国道13号と国道4号の間、またドクターヘリの緊急離着陸場に指定されている福島県立橘高等学校の校庭へのアクセス改善による緊急輸送の向上が見込まれている。

### 重用路線
- 福島県道70号福島吾妻裏磐梯線（太田町（あづま陸橋西詰） - 太田町（ホテル福島グリーンパレス前）

## 地理

### 接続路線
- 福島県道362号南福島停車場線（太平寺 起点）

未整備区間
- 旧高湯街道（太田町）
- 福島県道70号福島吾妻裏磐梯線 福島駅東口方面・福島県道126号福島微温湯線（太田町 あづま陸橋西詰）
- 福島県道70号福島吾妻裏磐梯線 猪苗代方面（三河北町）
- 福島県道310号庭坂福島線（西町跨線橋西詰）

未整備区間
- 福島県道3号福島飯坂線（曽根田町）
- 国道13号信夫通り（森合町 中央郵便局前交差点）
- 福島市道29号杉妻町御山線（御山町）
- 国道4号仙台方面・国道4号北町バイパス（国道115号重用区間）郡山・猪苗代方面・国道115号相馬方面（入江町 岩谷下交差点 終点）

## 沿線
- ヨークベニマル太平寺店

未整備区間
- ラウンドワン福島店
- 福島民報社本社
- 昭栄福島ショッピングセンター
  - イトーヨーカドー福島店
- ホテル福島グリーンパレス
- 東邦銀行福島ローンセンター
- 福島製作所福島工場
- 独立行政法人高齢・障害・求職者雇用支援機構福島支部福島職業能力開発促進センター（ポリテクセンター福島）

未整備区間
- 祓川
- 福島県立視覚支援学校
- 福島県立福島高等学校
- 福島市写真美術館
- 福島中央郵便局
- 福島テレビ本社
- 松韻学園福島高等学校
- 信夫山
- 福島県文化センター
- 福島市音楽堂